# Selección de fútbol sub-17 de Honduras
La selección de fútbol sub-17 de Honduras es el equipo representativo del país en las competiciones oficiales de fútbol de la categoría Sub-17. Honduras clasificó a su primer mundial en esta categoría en el año 2007. Su organización está a cargo de la Federación Nacional Autónoma de Fútbol de Honduras, el cual es miembro de la CONCACAF.
A lo largo de la historia, la Selección de fútbol sub-17 de Honduras ha disputado cuatro Copas Mundiales de Fútbol Sub-17, siendo la Copa Mundial de Fútbol Sub-17 de 2007 la primera; en este torneo la Selección de fútbol sub-17 de Honduras tuvo una mala participación al igual que en la Copa Mundial de Fútbol Sub-17 de 2009. Para la Copa Mundial de Fútbol Sub-17 de 2013 la Selección de fútbol sub-17 de Honduras tuvo una excelente y destacada participación; Jorge Bodden, Brayan Velásquez, Alberth Elis, Fredy Medina, Álvaro Romero, Devron García y otros fueron destacados en esta Copa Mundial.

## Historia

### De 1986 a 2007
El primer partido que la Selección de fútbol sub-17 de Honduras disputó fue el 26 de agosto de 1986 en una derrota 4-0 ante la Selección de fútbol sub-17 de México, este partido se disputó en Trinidad y Tobago.
Luego en el año 1988, la Selección de fútbol sub-17 de Honduras enfrentó a Estados Unidos en un partido que terminó con un resultado de 0-7, este partido se jugó en Trinidad y Tobago, el 14 de noviembre de 1988 y ha sido registrado como el partido con más goles en contra de la Selección de fútbol sub-17 de Honduras de la historia.

### De 2007 a 2009
Desde 1985 hasta 2007, la Selección de fútbol sub-17 de Honduras nunca había tenido la oportunidad de clasificar a una Copa Mundial de Fútbol en categoría sub-16 o sub-17. Siendo la Copa Mundial de Fútbol Sub-17 de 2007, realizada en Corea, siendo la primera que disputó la Selección de fútbol sub-17 de Honduras, en este torneo la Selección de fútbol sub-17 de Honduras terminó en último lugar de su grupo que compartía con la Selección de fútbol sub-17 de España, la Selección de fútbol sub-17 de Siria y la Selección de fútbol sub-17 de Argentina.

### De 2009 a 2011
Luego, dos años después, la Selección de fútbol sub-17 de Honduras logra su segunda clasificación a una Copa Mundial de Fútbol Sub-17 en esta ocasión clasificó a la Copa Mundial de Fútbol Sub-17 de 2009, que se realizó en Nigeria, en este torneo la Selección de fútbol sub-17 de Honduras terminó en último lugar en un grupo que compartía con la Selección de fútbol sub-17 de Nigeria, la Selección de fútbol sub-17 de Alemania y la Selección de fútbol sub-17 de Argentina.

### De 2011 a 2013
Para la Copa Mundial de Fútbol Sub-17 de 2011 realizada en México, la Selección de fútbol sub-17 de Honduras no consiguió su clasificación. La Selección de fútbol sub-17 de Honduras jugó el Campeonato Sub-17 de la Concacaf de 2011, realizado en Jamaica, Honduras compartió grupo con la Selección de fútbol sub-17 de Canadá y la Selección de fútbol sub-17 de Barbados; el primer partido fue ante la Selección de fútbol sub-17 de Barbados y terminó con resultado de 1-2 a favor de Honduras y el segundo fue ante la Selección de fútbol sub-17 de Canadá, que terminó con un empate a cero goles y con eso, Honduras clasificó como segundo lugar a los cuartos de final, donde quedó al margen siendo derrotado ante el anfitrión, Jamaica por dos goles a uno.

### De 2013 al Presente
Luego en el año 2013, la Selección de fútbol sub-17 de Honduras logra su tercera clasificación a una Copa Mundial de Fútbol Sub-17. La Selección de fútbol sub-17 de Honduras jugó el Campeonato Sub-17 de la Concacaf de 2013, realizado en Panamá. La Selección de fútbol sub-17 de Honduras fue posicionada en el Grupo D del Campeonato Sub-17 de la Concacaf de 2013, compartiendo el grupo con la Selección de fútbol sub-17 de Cuba y la Selección de fútbol sub-17 de México; el primer partido que disputó la Selección de fútbol sub-17 de Honduras fue ante la Selección de fútbol sub-17 de Cuba y terminó 4-1 a favor de la Selección de fútbol sub-17 de Honduras y el segundo partido fue ante la Selección de fútbol sub-17 de México, partido que terminó 2-0 a favor de los "Aztecas". En los cuartos de final la Selección de fútbol sub-17 de Honduras enfrentó al combinado estadounidense sub-17 al que venció por 3-1 y logró su pase a la Copa Mundial de Fútbol Sub-17 de 2013 que se realizó en Emiratos Árabes Unidos y asimismo consiguió avanzar a las semifinales donde nuevamente enfrentó a la Selección de fútbol sub-17 de México, esta vez la Selección de fútbol sub-17 de Honduras fue derrotada por un marcador de 3-1 y con eso la Selección de fútbol sub-17 de México consiguió avanzar a la final del Campeonato Sub-17 de la Concacaf de 2013. Luego la Selección de fútbol sub-17 de Honduras enfrentó por el tercer lugar del Campeonato Sub-17 de la Concacaf de 2013 a la Selección de fútbol sub-17 de Canadá con la que empató a dos goles en el tiempo regular y posteriormente fue derrotada en los penales por un marcador de 2-4 y con eso la Selección de fútbol sub-17 de Honduras terminó en cuarto lugar del Campeonato Sub-17 de la Concacaf de 2013.
La Selección de fútbol sub-17 de Honduras tuvo una notable participación en la última Copa Mundial de Fútbol Sub-17 de 2013 llegando históricamente a ganar la copa de mundo y ganándole a la Selección de fútbol sub-17 de Suecia.

## Mundiales

### Copa Mundial de Fútbol Sub-17 de 2007

#### Grupo C
La Selección de fútbol sub-17 de Honduras debutó en una Copa Mundial de Fútbol Sub-17 en el año 2007, cuando consiguió clasificar a la Copa Mundial de Fútbol Sub-17 de 2007 que se realizó en Corea. En este torneo, la Selección de fútbol sub-17 de Honduras fue posicionada en el Grupo C, que compartió con la Selección de fútbol sub-17 de España, la Selección de fútbol sub-17 de Argentina y la Selección de fútbol sub-17 de Siria; el primer partido que la Selección de fútbol sub-17 de Honduras disputó fue el 19 de agosto de 2007 ante la Selección de fútbol sub-17 de España, partido terminó con un resultado de 4:2 a favor de los "españoles", los goles por parte de España fueron de Bojan Krkić al minuto 2 y al minuto 71 y de Jordi Pablo al 56 y al 81, y los goles por parte de Honduras fueron de Samir Martínez al minuto 20 y de Roger Rojas al minuto 72.
El segundo partido que la Selección de fútbol sub-17 de Honduras disputó fue el 22 de agosto de 2007 ante la Selección de fútbol sub-17 de Argentina, el partido terminó con un resultado de cuatro goles a uno a favor de la Selección de fútbol sub-17 de Argentina, los autores de los goles de los "Albicelestes" fueron, Fernando Meza al minuto 45+1, Nicolás Mazzola al minuto 64 y al minuto 87 y Alexis Machuca al minuto 71 y el gol de la Selección de fútbol sub-17 de Honduras fue obra de Johnny Leverón vía penal al minuto 35.
El tercer y último juego que la Selección de fútbol sub-17 de Honduras disputó en la Copa Mundial de Fútbol Sub-17 fue el 25 de agosto de 2007 en la derrota 2-0 ante la Selección de fútbol sub-17 de Siria; los goles por parte de la Selección de fútbol sub-17 de Siria fueron de Haani Al Taiar al minuto 22 y de Ahmad Alsalih al minuto 80.
| Equipo    | Pts | PJ | PG | PE | PP | GF | GC | Dif |
| --------- | --- | -- | -- | -- | -- | -- | -- | --- |
| España    | 7   | 3  | 2  | 1  | 0  | 7  | 4  | +3  |
| Argentina | 5   | 3  | 1  | 2  | 0  | 5  | 2  | +3  |
| Siria     | 4   | 3  | 1  | 1  | 1  | 3  | 2  | +1  |
| Honduras  | 0   | 3  | 0  | 0  | 3  | 3  | 10 | -7  |

| 19 de agosto de 2007, 16:00 | Honduras                 | 2:4 (1:1) | España                       | Polideportivo, Ulsan                                                  |                                                                       |
|                             | Martínez 20' · Rojas 72' |           | Bojan 2' 71' · Jordi 56' 81' | Asistencia: 4.800 espectadores Árbitro(s): Matthew Breeze (Australia) | Asistencia: 4.800 espectadores Árbitro(s): Matthew Breeze (Australia) |

| 19 de agosto de 2007, 19:00 | Argentina | 0:0 | Siria | Polideportivo, Ulsan                                                |  |
|                             |           |     |       | Asistencia: 8.100 espectadores Árbitro(s): Bertrand Layec (Francia) |  |

| 22 de agosto de 2007, 17:00 | Siria        | 1:2 (0:0) | España                    | Polideportivo, Ulsan                                               |                                                                    |
|                             | Solaiman 70' |           | Mérida 56' · Aquino 90+1' | Asistencia: 3.200 espectadores Árbitro(s): Craig Thomson (Escocia) | Asistencia: 3.200 espectadores Árbitro(s): Craig Thomson (Escocia) |

| 22 de agosto de 2007, 20:00 | Argentina                                  | 4:1 (1:1) | Honduras           | Polideportivo, Ulsan                                                |                                                                     |
|                             | Meza 45+1' · Mazzola 64' 87' · Machuca 71' |           | Leverón 35' (pen.) | Asistencia: 3.000 espectadores Árbitro(s): Yuichi Nishimura (Japón) | Asistencia: 3.000 espectadores Árbitro(s): Yuichi Nishimura (Japón) |

| 25 de agosto de 2007, 20:00 | Honduras | 0:2 (0:1) | Siria                      | Est. Mundialista de Jeju, Seogwipo                            |                                                               |
|                             |          |           | Al Taiar 22' · Alsalih 80' | Asistencia: 430 espectadores Árbitro(s): Rakesh Varman (Fiyi) | Asistencia: 430 espectadores Árbitro(s): Rakesh Varman (Fiyi) |

| 25 de agosto de 2007, 20:00 | España     | 1:1 (0:1) | Argentina   | Estadio de Fútbol, Gwangyang                                            |                                                                         |
|                             | Aquino 68' |           | Benítez 32' | Asistencia: 5.500 espectadores Árbitro(s): Ravshan Irmatov (Uzbekistán) | Asistencia: 5.500 espectadores Árbitro(s): Ravshan Irmatov (Uzbekistán) |

### Copa Mundial de Fútbol Sub-17 de 2009
La Selección de fútbol sub-17 de Honduras clasificó a su segunda Copa Mundial de Fútbol Sub-17 en el año 2009 cuando clasificó a la Copa Mundial de Fútbol Sub-17 de 2009 que se realizó en Nigeria. La Selección de fútbol sub-17 de Honduras fue posicionada en el Grupo A de este torneo, grupo que compartió con la Selección de fútbol sub-17 de Argentina, la Selección de fútbol sub-17 de Nigeria y la Selección de fútbol sub-17 de Alemania; el primer partido que la Selección de fútbol sub-17 de Honduras disputó en este torneo fue ante la Selección de fútbol sub-17 de Argentina, este partido se realizó el 24 de octubre de 2009 en el Estadio Abuya de la ciudad de Abuya, este partido temino con un marcador de 1-0 a favor de la selección "Albiceleste", el gol por parte de la Selección de fútbol sub-17 de Argentina  fue de Sergio Araujo al minuto 59 y con eso ganó la Selección de fútbol sub-17 de Argentina.
El segundo partido que la Selección de fútbol sub-17 de Honduras disputó en la Copa Mundial de Fútbol Sub-17 de 2009 fue el 27 de octubre de 2009 en el Estadio Abuya ante la selección anfitriona, la Selección de fútbol sub-17 de Nigeria, este partido culminó con un marcador de 1-0 a favor de la selección "nigeriana", el autor del gol por parte de la Selección de fútbol sub-17 de Nigeria fue el delantero, Abdul Ajagun al minuto 55.
El tercer y último partido que la Selección de fútbol sub-17 de Honduras disputó en la Copa Mundial de Fútbol Sub-17 de 2009 fue el 30 de octubre de 2009 en el Estadio Abuya, en la derrota 3-1 ante la Selección de fútbol sub-17 de Alemania, los anotadores por parte de la Selección de fútbol sub-17 de Alemania fueron: Lennart Thy al minuto 55 y al minuto 56 y Kevin Volland al minuto 73, mientras que el gol de la Selección de fútbol sub-17 de Honduras estuvo a cargo de Anthony Lozano, que anotó al minuto 46.

#### Grupo A
| Equipo    | Pts | PJ | PG | PE | PP | GF | GC | Dif |
| --------- | --- | -- | -- | -- | -- | -- | -- | --- |
| Nigeria   | 7   | 3  | 2  | 1  | 0  | 6  | 4  | 2   |
| Argentina | 6   | 3  | 2  | 0  | 1  | 4  | 3  | 2   |
| Alemania  | 4   | 3  | 1  | 1  | 1  | 7  | 6  | 1   |
| Honduras  | 0   | 3  | 0  | 0  | 3  | 1  | 5  | -4  |

| 24 de octubre de 2009, 19:00 | Nigeria                                    | 3:3 (0:2) | Alemania                          | Estadio Abuya, Abuya                                                     |                                                                          |
|                              | Okoro 54' (pen.) · Omeruo 59' · Egbedi 61' | Reporte   | Thy 21' · Mustafi 39' · Götze 47' | Asistencia: 21.300 espectadores Árbitro(s): Ravshan Irmatov (Uzbekistán) | Asistencia: 21.300 espectadores Árbitro(s): Ravshan Irmatov (Uzbekistán) |

| 24 de octubre de 2009, 16:00 | Honduras | 0:1 (0:0) | Argentina  | Estadio Abuya, Abuya                                                |                                                                     |
|                              |          | Reporte   | Araujo 59' | Asistencia: 19.560 espectadores Árbitro(s): Massimo Busacca (Suiza) | Asistencia: 19.560 espectadores Árbitro(s): Massimo Busacca (Suiza) |

| 27 de octubre de 2009, 16:00 | Argentina                         | 2:1 (0:1) | Alemania | Estadio Abuya, Abuya                                               |                                                                    |
|                              | Espíndola 57' (pen.) · Araujo 59' | Reporte   | Götze 8' | Asistencia: 14.400 espectadores Árbitro(s): Koman Coulibaly (Malí) | Asistencia: 14.400 espectadores Árbitro(s): Koman Coulibaly (Malí) |

| 27 de octubre de 2009, 19:00 | Nigeria    | 1:0 (0:0) | Honduras | Estadio Abuya, Abuya                                                  |                                                                       |
|                              | Ajagun 55' | Reporte   |          | Asistencia: 42.900 espectadores Árbitro(s): Stephane Lannoy (Francia) | Asistencia: 42.900 espectadores Árbitro(s): Stephane Lannoy (Francia) |

| 30 de octubre de 2009, 16:00 | Alemania                  | 3:1 (0:0) | Honduras   | Estadio Abuya, Abuya                                                  |                                                                       |
|                              | Thy 55' 56' · Volland 73' | Reporte   | Lozano 46' | Asistencia: 3.090 espectadores Árbitro(s): Carlos Amarilla (Paraguay) | Asistencia: 3.090 espectadores Árbitro(s): Carlos Amarilla (Paraguay) |

| 30 de octubre de 2009, 16:00 | Argentina | 1:2 (1:1) | Nigeria                        | Estadio Abubarkar Tafawa Balewa, Bauchi                                   |                                                                           |
|                              | Orfano 2' | Reporte   | Ojabu 5' · Emmanuel 72' (pen.) | Asistencia: 11.467 espectadores Árbitro(s): Jair Marrufo (Estados Unidos) | Asistencia: 11.467 espectadores Árbitro(s): Jair Marrufo (Estados Unidos) |

### Copa Mundial de Fútbol Sub-17 de 2013
La tercera Copa Mundial de Fútbol Sub-17 que la Selección de fútbol sub-17 de Honduras disputó fue la Copa Mundial de Fútbol Sub-17 de 2013 que se disputó en Emiratos Árabes Unidos, la Selección de fútbol sub-17 de Honduras fue posicionada en el Grupo A de este torneo, grupo que compartió con la Selección de fútbol sub-17 de Emiratos Árabes Unidos, la Selección de fútbol sub-17 de Eslovaquia y la Selección de fútbol sub-17 de Brasil; el primer partido que la Selección de fútbol sub-17 de Honduras disputó fue el 17 de octubre de 2013 ante la selección anfitriona, la Selección de fútbol sub-17 de Emiratos Árabes Unidos a la cual derrotó por un marcador de 2-1, los goles por parte de la Selección de fútbol sub-17 de Honduras fueron de Fredy Medina al minuto 19 y de Brayan Velásquez al minuto 85 y el gol por parte de la Selección de fútbol sub-17 de Emiratos Árabes Unidos fue de Khaled Khalfan al minuto 32. El jugador del partido fue el hondureño, Fredy Medina, autor del primer gol por parte de la Selección de fútbol sub-17 de Honduras.
El segundo partido que la Selección de fútbol sub-17 de Honduras disputó fue el 20 de octubre de 2013 cuando se enfrentó a la Selección de fútbol sub-17 de Eslovaquia con la cual empataron a 2 goles, los goles por parte de la Selección de fútbol sub-17 de Eslovaquia fueron de Tomas Vestenicky al minuto 48 y al minuto 57 y los goles por parte de la Selección de fútbol sub-17 de Honduras fueron de Rembrandt Flores al minuto 20 y de Jorge Bodden al minuto 90+2. El jugador del partido fue el jugador de la Selección de fútbol sub-17 de Eslovaquia, Tomas Vestenicky, autor de los dos goles por parte de la Selección de fútbol sub-17 de Eslovaquia.
El tercer partido que la Selección de fútbol sub-17 de Honduras disputó fue el 23 de octubre de 2013 en la derrota 3-0 ante la Selección de fútbol sub-17 de Brasil, los goles por parte de la Selección de fútbol sub-17 de Brasil fueron de Gabriel Boschilia al minuto 13 y al minuto 44 y de Caio Rangel al minuto 63, a pesar de esta derrota la Selección de fútbol sub-17 de Honduras clasificó a los octavos de final ya que tenía menos goles en contra que la Selección de fútbol sub-17 de Eslovaquia. El jugador de este partido fue el jugador de la Selección de fútbol sub-17 de Brasil, Gabriel Boschilia, quien anotó dos goles en el partido.

#### Grupo A
| Equipo                 | Pts | PJ | PG | PE | PP | GF | GC | Dif |
| ---------------------- | --- | -- | -- | -- | -- | -- | -- | --- |
| Brasil                 | 9   | 3  | 3  | 0  | 0  | 15 | 2  | 13  |
| Honduras               | 4   | 3  | 1  | 1  | 1  | 4  | 6  | -2  |
| Eslovaquia             | 4   | 3  | 1  | 1  | 1  | 5  | 8  | -3  |
| Emiratos Árabes Unidos | 0   | 3  | 0  | 0  | 3  | 2  | 10 | -8  |

| 17 de octubre de 2013, 17:00  | Brasil                                                    | 6:1 (3:0) | Eslovaquia | Mohammed bin Zayed, Abu Dabi                               |                                                            |
|                               | Mosquito 17' 31' 70 (pen.) · Nathan 45'+2' 52' · Caio 56' | Reporte   | Vavro 68'  | Asistencia: 8.650 espectadores Árbitro(s): Marco Rodríguez | Asistencia: 8.650 espectadores Árbitro(s): Marco Rodríguez |
| Jugador del Partido: Mosquito |                                                           |           |            |                                                            |                                                            |

| 17 de octubre de 2013, 20:00      | Emiratos Árabes Unidos | 1:2 (1:1) | Honduras                   | Mohammed bin Zayed, Abu Dabi                               |                                                            |
|                                   | Khalfan 32'            | Reporte   | Medina 19' · Velásquez 85' | Asistencia: 8.650 espectadores Árbitro(s): Gianluca Rocchi | Asistencia: 8.650 espectadores Árbitro(s): Gianluca Rocchi |
| Jugador del Partido: Fredy Medina |                        |           |                            |                                                            |                                                            |

| 20 de octubre de 2013, 17:00          | Eslovaquia         | 2:2 (0:1) | Honduras                   | Mohammed bin Zayed, Abu Dabi                                 |                                                              |
|                                       | Vestenicky 48' 57' | Reporte   | Flores 20' · Bodden 90'+2' | Asistencia: 8.200 espectadores Árbitro(s): Abdulrahman Abdou | Asistencia: 8.200 espectadores Árbitro(s): Abdulrahman Abdou |
| Jugador del Partido: Tomas Vestenicky |                    |           |                            |                                                              |                                                              |

| 20 de octubre de 2013, 20:00   | Emiratos Árabes Unidos | 1:6 (0:3) | Brasil                                                            | Mohammed bin Zayed, Abu Dabi                                |                                                             |
|                                | Alameri 89'            | Reporte   | Boschilia 10' 33' · Nathan 41' 66' · Joanderson 73' · Gabriel 84' | Asistencia: 8.200 espectadores Árbitro(s): Mark Clattenburg | Asistencia: 8.200 espectadores Árbitro(s): Mark Clattenburg |
| Jugador del Partido: Boschilia |                        |           |                                                                   |                                                             |                                                             |

| 23 de octubre de 2013, 20:00          | Eslovaquia         | 2:0 (1:0) | Emiratos Árabes Unidos | Mohammed bin Zayed, Abu Dabi |  |
|                                       | Vestenicky 48' 67' | Reporte   |                        |                              |  |
| Jugador del Partido: Tomas Vestenicky |                    |           |                        |                              |  |

| 23 de octubre de 2013, 20:00   | Honduras | 0:3 (0:2) | Brasil                       | Emirates Club, Ras al-Jaima |  |
|                                |          | Reporte   | Boschilia 13' 44' · Caio 63' |                             |  |
| Jugador del Partido: Boschilia |          |           |                              |                             |  |

#### Octavos de final
La Selección de fútbol sub-17 de Honduras consiguió por primera vez la clasificación a octavos de final en una Copa Mundial de Fútbol Sub-17 en el año 2013, disputando la Copa Mundial de Fútbol Sub-17 de 2013, torneo en el que clasificó como segundo lugar a los octavos de final en un grupo que compartía con la Selección de fútbol sub-17 de Brasil, la Selección de fútbol sub-17 de Eslovaquia y la selección anfitriona, la Selección de fútbol sub-17 de Emiratos Árabes Unidos.
En los octavos de final, la Selección de fútbol sub-17 de Honduras enfrentó el 28 de octubre de 2013 a la Selección de fútbol sub-17 de Uzbekistán, selección que derrotó por un marcador de 1-0. El gol por parte de la "Mini H" fue de Jorge Bodden al minuto 72, quien también fue elegido como el jugador del partido. Con este resultado la Selección de fútbol sub-17 de Honduras consiguió su pase a los cuartos de final en los cual enfrentó a la Selección de fútbol sub-17 de Suecia.
| 28 de octubre de 2013, 20:00      | Honduras   | 1:0 (0:0) | Uzbekistán | Estadio Sharjah, Sharjah   |                            |
|                                   | Bodden 72' | Reporte   |            | Árbitro(s): Pavel Královec | Árbitro(s): Pavel Královec |
| Jugador del Partido: Jorge Bodden |            |           |            |                            |                            |

#### Cuartos de final
Después de haber derrotado por 1-0 en los octavos de final a la Selección de fútbol sub-17 de Uzbelistán, la Selección de fútbol sub-17 de Honduras consigue históricamente la clasificación a los cuartos de final donde fue eliminada por la Selección de fútbol sub-17 de Suecia.
La Selección de fútbol sub-17 de Honduras se enfrentó el 1 de noviembre de 2013 en el Estadio Internacional Sheikh Khalifa de la ciudad de Al Ain, Emiratos Árabes Unidos a la Selección de fútbol sub-17 de Suecia. La Selección de fútbol sub-17 Honduras inició ganando el partido con un gol de Brayan Velásquez al minuto 36 pero al minuto 67 Erdal Rakip empató el juego y posteriormente al minuto 73 Valmir Berisha marco el 2-1 que clasificó a los "Suecos" a las semifinales de la Copa Mundial de Fútbol Sub-17 de 2013.
| 1 de noviembre de 2013, 17:00 | Honduras      | 1:2 (1:0) | Suecia                  | Sheikh Khalifa, Al Ain        |                               |
|                               | Velásquez 36' |           | Rakip 67' · Berisha 73' | Árbitro(s): Abdulrahman Abdou | Árbitro(s): Abdulrahman Abdou |

## Últimos partidos y próximos encuentros
- Actualizado al último partido jugado el 12 de febrero de 2025.

| Fecha      | Ciudad         | Local      | Resultado      | Visitante    | Competición                    |
| ---------- | -------------- | ---------- | -------------- | ------------ | ------------------------------ |
| 19-05-2024 | Alajuela       | Honduras   | 2:1            | Puerto Rico  | Torneo Uncaf Sub-17 de 2024    |
| 21-05-2024 | Alajuela       | Honduras   | 1:1            | Panamá       | Torneo Uncaf Sub-17 de 2024    |
| 23-05-2024 | San Rafael     | Guatemala  | 2:2 (4:3 pen.) | Honduras     | Torneo Uncaf Sub-17 de 2024    |
| 23-10-2024 | Alajuela       | Costa Rica | 5:4            | Honduras     | Partido amistoso               |
| 25-10-2024 | San José       | Costa Rica | 2:1            | Honduras     | Partido amistoso               |
| 20-11-2024 | Diriamba       | Nicaragua  | 2:2            | Honduras     | Partido amistoso               |
| 22-11-2024 | Estelí         | Nicaragua  | 1:2            | Honduras     | Partido amistoso               |
| 29-01-2025 | San Pedro Sula | Honduras   | 2:1            | El Salvador  | Partido amistoso               |
| 31-01-2025 | San Pedro Sula | Honduras   | 3:0            | El Salvador  | Partido amistoso               |
| 10-02-2025 | San Pedro Sula | Honduras   | 3:1            | Saint-Martin | Clas. Copa Mundial Sub-17 2025 |
| 12-02-2025 | San Pedro Sula | Honduras   | 8:0            | Bonaire      | Clas. Copa Mundial Sub-17 2025 |
| 15-02-2025 | San Pedro Sula | Honduras   | 1:0            | Puerto Rico  | Clas. Copa Mundial Sub-17 2025 |

## Jugadores

### Última convocatoria
- Lista de jugadores convocados para disputar la Clasificación de Concacaf para la Copa Mundial de Fútbol Sub-17 de 2025 del 7 al 16 de febrero de 2025 en Honduras
- Datos actualizados al: 16 de febrero de 2025

| N.º                 | Nombre            | Posición      | Edad    | Club                     |  |
| ------------------- | ----------------- | ------------- | ------- | ------------------------ |  |
|                     |                   |               |         |                          |  |
| 1                   | Noel Valladares   | Portero       | 16 años | Olimpia Reservas         |  |
| 12                  | Eliezer Fuentes   | Portero       | 17 años | Dallas Academy           |  |
| 21                  | Juan Quesada      | Portero       | 16 años | UPNFM Reservas           |  |
| 2                   | Yensel Morales    | Defensa       | 16 años | Olimpia Reservas         |  |
| 3                   | Emmanuel Martín   | Defensa       | 16 años | Motagua Reservas         |  |
| 4                   | Osmel Medina      | Defensa       | 17 años | Academia Águilas         |  |
| 5                   | Óscar Zúñiga      | Defensa       | 17 años | Real España Reservas     |  |
| 6                   | José Oyuela       | Defensa       | 16 años | Motagua Reservas         |  |
| 19                  | Allan Flores      | Defensa       | 17 años | Panteras F. C.           |  |
| 8                   | Edward Amador     | Mediocampista | 17 años | UPNFM Reservas           |  |
| 10                  | Bryan Cortés      | Mediocampista | 17 años | Olimpia Reservas         |  |
| 13                  | Deijan García     | Mediocampista | 16 años | Chicago Fire Academy     |  |
| 14                  | Nicolás Balbas    | Mediocampista | 16 años | Deportivo La Coruña U-19 |  |
| 16                  | Alexander Álvarez | Mediocampista | 17 años | Platense Reservas        |  |
| 17                  | Mike Arana        | Mediocampista | 16 años | Academia Pumas           |  |
| 20                  | Joshua Palacios   | Mediocampista | 17 años | Academia La Ceiba        |  |
| 7                   | Luis Suazo        | Mediocampista | 17 años | Juventus U-17            |  |
| 9                   | David Flores      | Delantero     | 17 años | Olimpia Reservas         |  |
| 11                  | Marco Reyes       | Delantero     | 17 años | Victoria Reservas        |  |
| 15                  | Jason Arriola     | Delantero     | 17 años | Platense F. C.           |  |
| 18                  | Darell Oliva      | Delantero     | 17 años | Motagua Reservas         |  |
| Bandera de Honduras | Israel Canales    | Entrenador    | 54 años |                          |  |

## Entrenadores
- Mario Griffin Cubas (1987)
- Carlos Padilla Velásquez (1988)
- Ricardo Taylor (1991)
- José Raúl Ortiz (1992 - 1994)
- Carlos Cruz Carranza (1996)
- Hermelindo Cantarero (1998-1999)
- Óscar “Cocli” Salgado (2000)
- Dennis Marlon Allen (2001)
- Carlos Ramón Tábora (2002)
- Juan Flores (2002)
- Miguel Ángel Escalante (2004 - 2005)
- Óscar “Cocli” Salgado (2006)
- Miguel Ángel Escalante (2007)
- Jorge Jiménez (2008)
- Emilio Umanzor (2008-2011)
- José Alemán (2011)
- José Valladares (2012-2019)
- Luis Alvarado (2019-2021)
- Israel Canales (2021-presente)

## Estadísticas

### Copa Mundial
Resultado general: 48.º lugar de 86
| Año                         | PJ           | PG           | PE           | PP           | GF           | GC           | DIF.         | PTS          | Ronda            |
| --------------------------- | ------------ | ------------ | ------------ | ------------ | ------------ | ------------ | ------------ | ------------ | ---------------- |
| China 1985 a Perú 2005      | No clasificó | No clasificó | No clasificó | No clasificó | No clasificó | No clasificó | No clasificó | No clasificó | No clasificó     |
| Corea del Sur 2007          | 3            | 0            | 0            | 3            | 3            | 10           | –7           | 0            | Fase de grupos   |
| Nigeria 2009                | 3            | 0            | 0            | 3            | 1            | 5            | –4           | 0            | Fase de grupos   |
| México 2011                 | No clasificó | No clasificó | No clasificó | No clasificó | No clasificó | No clasificó | No clasificó | No clasificó | No clasificó     |
| Emiratos Arabes Unidos 2013 | 5            | 2            | 1            | 2            | 6            | 8            | –2           | 7            | Cuartos de final |
| Chile 2015                  | 3            | 0            | 0            | 3            | 2            | 8            | -6           | 0            | Fase de grupos   |
| India 2017                  | 4            | 1            | 0            | 3            | 7            | 14           | –7           | 3            | Octavos de final |
| Brasil 2019                 | No clasificó | No clasificó | No clasificó | No clasificó | No clasificó | No clasificó | No clasificó | No clasificó | No clasificó     |
| Indonesia 2023              | No clasificó | No clasificó | No clasificó | No clasificó | No clasificó | No clasificó | No clasificó | No clasificó | No clasificó     |
| Catar 2025                  | Clasificó    | Clasificó    | Clasificó    | Clasificó    | Clasificó    | Clasificó    | Clasificó    | Clasificó    | Clasificó        |
| Total                       | 18           | 3            | 1            | 14           | 19           | 45           | –26          | 10           | —                |

### Clasificación de Concacaf para la Copa Mundial Sub-17
| Año   | PJ | PG | PE | PP | GF | GC | DIF. | PTS | Ronda          |
| ----- | -- | -- | -- | -- | -- | -- | ---- | --- | -------------- |
| 2025  | 3  | 3  | 0  | 0  | 12 | 1  | +11  | 9   | Fase de grupos |
| Total | 3  | 3  | 0  | 0  | 12 | 1  | +11  | 9   | -              |

### Torneo Uncaf Sub-17
Resultado general: 4.º lugar de 9
| Año                           | PJ           | PG           | PE           | PP           | GF           | GC           | DIF.         | PTS          | Ronda        |
| ----------------------------- | ------------ | ------------ | ------------ | ------------ | ------------ | ------------ | ------------ | ------------ | ------------ |
| Nicaragua 2006                | 5            | 0            | 4            | 1            | 4            | 5            | –1           | 4            | Quinto Lugar |
| Belice 2007 a Costa Rica 2011 | No participó | No participó | No participó | No participó | No participó | No participó | No participó | No participó | No participó |
| Belice 2013                   | 5            | 2            | 2            | 1            | 4            | 2            | +2           | 8            | Cuarto Lugar |
| Nicaragua 2015                | 6            | 4            | 1            | 1            | 14           | 5            | +9           | 13           | Subcampeón   |
| El Salvador 2017              | 4            | 1            | 2            | 1            | 2            | 3            | –1           | 5            | Cuarto Lugar |
| Guatemala 2018                | 6            | 2            | 1            | 3            | 13           | 10           | +3           | 7            | Quinto Lugar |
| Honduras 2022                 | 4            | 3            | 1            | 0            | 11           | 3            | +8           | 13           | Campeón      |
| Costa Rica 2024               | 4            | 2            | 2            | 0            | 9            | 7            | +2           | 8            | Subcampeón   |
| Total                         | 34           | 14           | 13           | 7            | 57           | 35           | +22          | 58           | —            |